# Halesoraba, Sorab
Halesoraba là một làng thuộc tehsil Sorab, huyện Shimoga, bang Karnataka, Ấn Độ.